# La cuestión palpitante

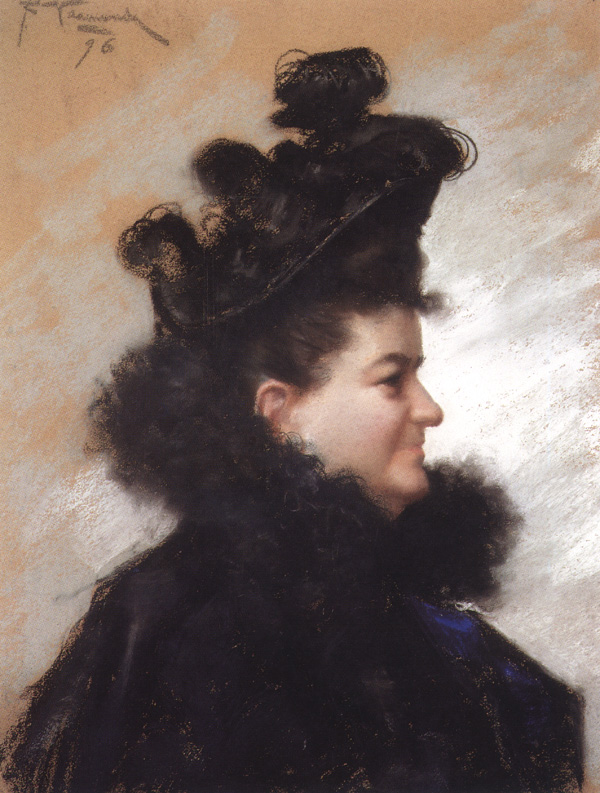
Retrato de Emilia Pardo Bazán, en torno a 1896

La cuestión palpitante es una recopilación de artículos publicados inicialmente en el periódico La Época por la escritora española Emilia Pardo Bazán en 1882, sobre el realismo y el naturalismo y las ideas de Émile Zola. Los artículos, en los que defiende el realismo "a la española" de sus contemporáneos Galdós y Pereda, fueron publicados inicialmente sin provocar gran debate hasta que aparecieron reunidos en 1883 bajo el título de La cuestión palpitante que contó con un prólogo de Clarín. Es considerado un ensayo fundamental para la difusión de las modernas ideas literarias en España y se perfila como el texto más idóneo para comprender tanto la evolución ideológica y estilística de la intelectual gallega como algunos rasgos específicos del naturalismo español.

## Contexto histórico
El naturalismo se desarrolla en toda Europa de manera más o menos radical durante la segunda mitad del siglo XIX y se presenta en oposición al Romanticismo. Al contrario del ideal romántico, según el cual la percepción subjetiva del individuo tiene preeminencia sobre la realidad objetiva, el Realismo, precursor del Naturalismo, propone la observación de la realidad. El Naturalismo lleva esta idea un paso más allá y pretende aplicar las ideas científicas de la época, como el darwinismo o el materialismo marxista, y pone el foco de sus narraciones en las capas más bajas de la sociedad. Se le achaca siempre vulgaridad y falta de estilo y, desde luego, una cierta inmoralidad, relacionada con la descripción de situaciones límite. No se trata de una escuela en el sentido exacto del término, pero el protagonismo y liderazgo de Émile Zola son indiscutibles, ya que consiguió reunir a distintos escritores que creían, como él, en el mito del progreso científico y en la necesidad de escribir siguiendo unas pautas nuevas.
En España son pocos los años que transcurren entre la tardía aceptación del Realismo y el debate sobre el Naturalismo (1883 - 1887), que empieza cuando circulan las primeras obras de Zola, quien considera la realidad superior a la imaginación puesto que "aquella se disfraza de fantasía para convertirse en «ficción» literaria".

## Contenido
La cuestión palpitante supone, para algunos autores contemporáneos, una inestimable contribución a la creación de la crítica literaria tal y como la conocemos actualmente. Pardo Bazán presenta en sus artículos un análisis frío y objetivo del nuevo estilo literario, considerándolo dentro del período histórico y en diálogo con los avances científicos de su tiempo, sin hacer apreciaciones morales a priori y examinando con atención los orígenes de la nueva moda literaria y sus influencias. Con La Cuestión palpitante Emilia Pardo Bazán se presenta como la abanderada del Naturalismo en España, al mismo tiempo que presentaba el nuevo movimiento literario llegado de Francia, no como un ideario monolítico, sino como una guía que permite el desarrollo de naturalismos, en plural. Aunque admite la preeminencia de Zola entre los autores de corte naturalista, ella misma declara su preferencia por los hermanos Goncourt y por Alphonse Daudet. De los veinte artículos que componen La Cuestión palpitante son de fundamental importancia los primeros tres, en los que la autora esboza algunos de los principios teóricos de su enfoque crítico y, además, expone sus ideas acerca de la nueva estética. En los demás, la escritora analiza las novelas de Flaubert, de los hermanos Goncourt, de Daudet y de Zola (estos últimos son los que aparecen mejor documentados), para luego concluir con una eficaz síntesis del panorama de la novela española de su tiempo, mientras que más incompleto se perfila el estudio dedicado a la literatura inglesa. Sin embargo, Pardo Bazán no se limita a apropiarse de las ideas naturalistas, sino que adopta también una postura crítica respecto al movimiento, señalando sus puntos débiles, que son, por una parte, el fatalismo o determinismo y, por la otra, el utilitarismo en el arte. Según la escritora gallega, los autores franceses, al hacer hincapié en los condicionamientos de tipo social, fisiológico y biológico (que constituían precisamente los fundamentos de la teoría del maestro Zola), no supieron captar esa auténtica clave de la esencia humana que es el libre albedrío, de acuerdo con la doctrina católica.
Dicha visión católica del mundo suele proponerse como una supuesta incompatibilidad de la autora con las ideas naturalistas. Sin embargo, el capítulo XVI de La cuestión palpitante, titulado De la moral, presenta una defensa clara de las obras de Zola, consideradas en su tiempo vulgares e inmorales. Ante la popular acusación de que los libros de Zola no eran aptos para señoritas, Pardo Bazán, con gran ironía, responde:

¡Válanos Dios! Lo primero que habría que dilucidar es si conviene más a las señoritas vivir en paradisíaca inocencia o conocer la vida y sus escollos y sirtes, para evitarlos (...). Literariamente hablando, no es mérito ni demérito de una obra no ruborizar a las señoritas (...), conviene advertir que la mayoría de los críticos parece imaginar que solo existe un género de inmoralidad, la erótica; como si la ley de Dios se redujese a un mandamiento...

Según recoge Isabel Burdiel en su biografía de la autora, muchos estudiosos contemporáneos perciben una cierta contradicción en la forma en que Emilia Pardo Bazán se presentaba ante el mundo como católica militante y cómo se desempeña como mujer y como autora, aparentemente en desafío a la moral católica; el propio Zola declaró en una entrevista que le causaba "extrañeza que la Sra. Pardo Bazán sea católica ferviente, militante, y a la vez naturalista; me lo explico tan solo por lo que oigo decir de que el naturalismo de esta señora es puramente formal". Sin embargo, Burdiel sostiene que la habilidad de Pardo Bazán consistió en elaborarse una imagen pública de respetabilidad cristiana (hasta el punto de viajar a Roma en 1883 para solicitar una venia papal para La Cuestión Palpitante), de acuerdo con la moral de la época, que le permitió desenvolverse con absoluta libertad en su carrera literaria y en su vida personal.

## Publicación y acogida

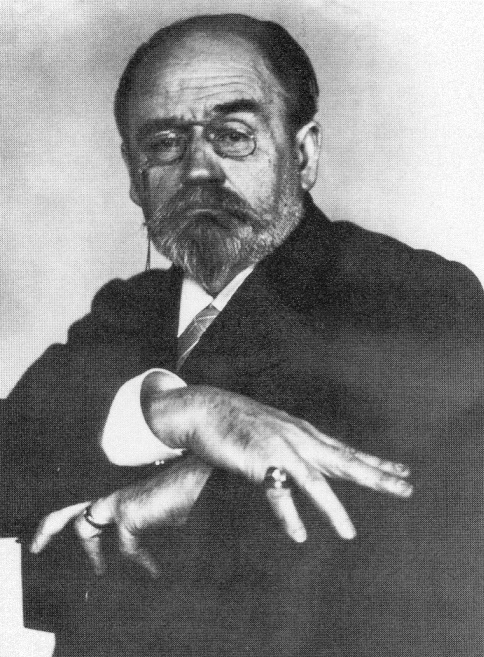
Émile Zola, fotografiado por Félix Nadar

La obra fue publicada como artículos en veinte entregas en la página literaria del periódico La Época a lo largo del invierno de 1882. Coincidió en el tiempo con la publicación de su novela La Tribuna, en la cual Pardo Bazán ponía en práctica su visión del estilo naturalista.  Como sugiere
Clarín, la intelectual coruñesa tuvo el gran mérito de darse cuenta de que la literatura nacional se encaminaba paulatinamente en busca de nuevos territorios estéticos que se conformaran con el “espíritu de la época”:

La cuestión palpitante demuestra que hay en España quien ha leído bastante y pensado mucho, y sin embargo, reconoce que el naturalismo tiene razón en muchas cosas y pide
reformas necesarias en la literatura, en atención al espíritu de la época.

El texto fue acogido por el propio Zola de manera muy positiva, declarando, en una entrevista a La Época:

La Sra. Pardo Bazán ha escrito una obra que he leído: La cuestión palpitante. Es un libro muy bien hecho, de fogosa polémica: no parece libro de señora; aquellas páginas no han podido escribirse en el tocador. Confieso que el retrato que hace de mí la señora Pardo Bazán, está muy parecido, y el de Daudet, perfectamente. Tiene el libro capítulos de gran interés, y, en general, es excelente guía para cuantos viajen por las regiones del naturalismo y no quieran perderse en sus encrucijadas y obscuras revueltas.

Sin embargo, muchos intelectuales españoles de la época acusaron a la autora de plagio, al entender que existían claras semejanzas entre La cuestión palpitante y el ensayo Le Roman expérimental de Zola. Francisco de Icaza, haciendo gala del sexismo imperante, escribió: "Hay intelectos hembras que necesitan para concebir la fecundación extraña. Los libros de la Sra. Pardo Bazán, aunque sean hijos suyos, tienen padre. La Sra. Pardo Bazán en La cuestión palpitante vulgariza las ideas y los juicios expresados por Zola en Les Romanciers naturalistes y Le Roman expérimental".
La cuestión palpitante acabó con el matrimonio de su autora, pues su marido, José Quiroga, (con quien se casó cuando ella tenía 16 años y él 19) le pidió que dejara de escribir tras el escándalo y la polémica generada por la obra, algo que ella rehusó.